# アファール州
アファール州は、エチオピアの州。面積は72,053km2で、2023年の人口は207万6000人。人口密度は29人/km2。州都はセメラ（2007年まではアサイタ）。

## 人口
- 1994年10月11日：110万6383人
- 2007年5月28日：139万273人
- 2015年7月1日：172万3000人[3]
- 2023年7月：207万6000人[1]

## 行政区画

アファール州は北東の桃色の領域

- 第1アファール県
- 第2アファール県
- 第3アファール県
- 第4アファール県
- 第5アファール県

## 地理
エチオピア北東部に位置し、北部をエリトリア、東部をジブチ、南東部をソマリ州、南部をオロミア州、西部をアムハラ州、北西部をティグレ州に接する。州のほぼ全域がアファール盆地という低平な平原になっており、降水量が少なく乾燥しているのでほとんどの領域がダナキル砂漠という砂漠になっている。また、アフリカで最も低い場所（アッサル湖/アッサール湖、海抜マイナス152m）が存在する。1926年に噴火したダロル火山は、陸上にある噴火口としては最も標高が低い場所にある。

## 歴史
- アダル・スルタン国（1415年-1559年）
- ムダイト朝（英語版）オーッサ・スルタン国（1734年–現在）
- 1995年、州が民族ごとに再編成された際、アファール人の多い地域を中心に作られた。

## 住民

### 民族
民族構成はアファール人(90.03%)、アムハラ人(5.22%)となっている。

### 宗教
宗教は95.3%がイスラム教、3.9%がエチオピア正教である。

## 世界遺産
北部のアワッシュ川下流域は320万年前の化石人骨ルーシーの発見場所として世界遺産（文化遺産）に登録された。

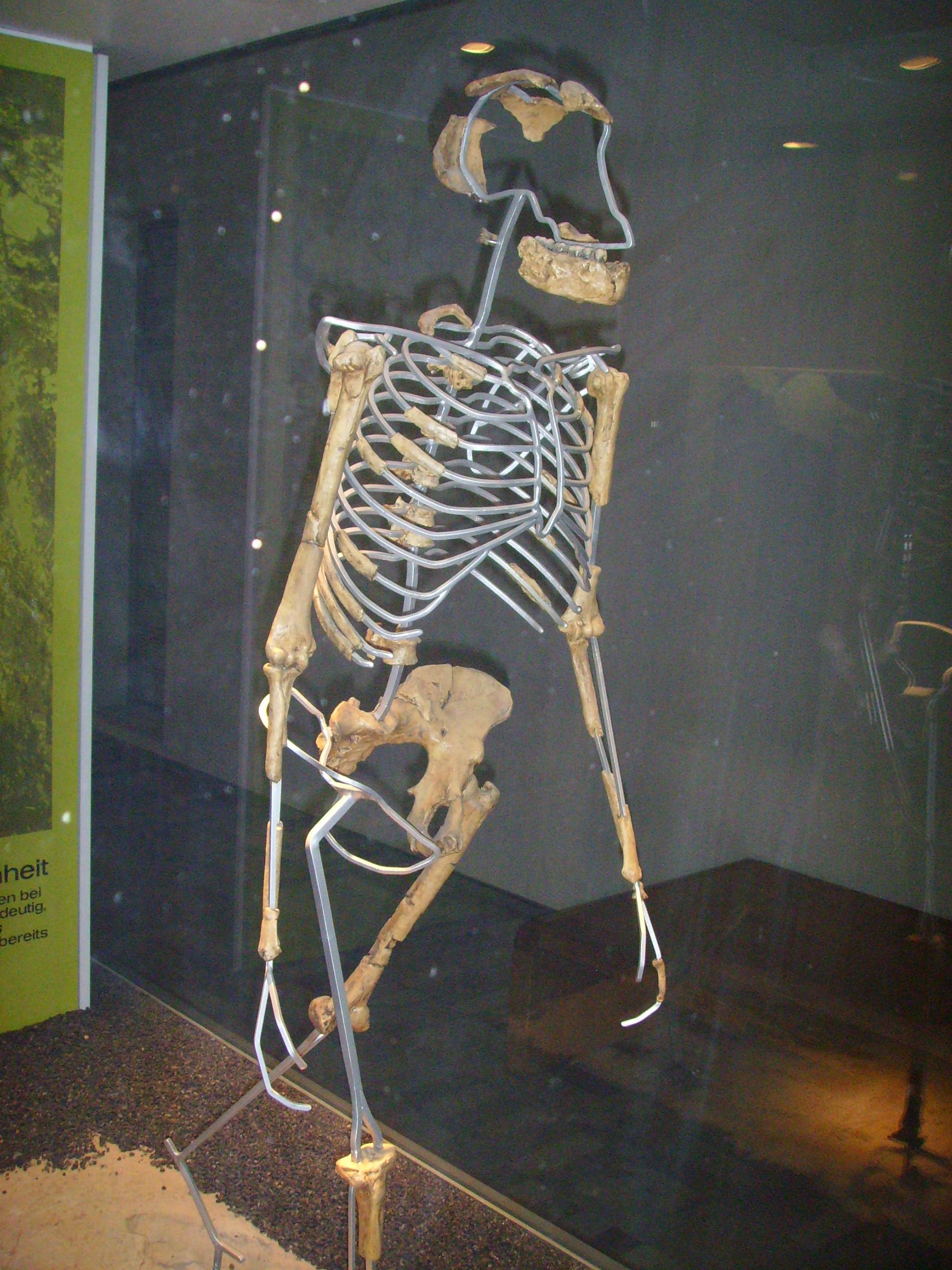
ルーシー骨格の複製